# Drevo in zvezda
Drevo in zvezda je zvočna knjiga (šesti in zadnji album po vrsti) slovenskega kantavtorja Tomaža Pengova, izdan 8. februarja 2011 pri Založbi Sanje. Vsebuje recitacije njegovih pesmi, posnetke s skupino Salamander in nekaj novih pesmi. Album je Pengov na dan izida predstavil v Kinu Šiška, na enem od njegovih zadnjih koncertov. Album oz. zvočna knjiga je bila zadnja izdaja Tomaža Pengova pred njegovo smrtjo leta 2014.

## Seznam zvočnih posnetkov
1. »Karkol«
2. »Daj pomisli«
3. »Gordogan«
4. »Danaja«
5. »Alkestis«
6. »Bela izba«
7. »Travniki«
8. »Begunci«
9. »Selivke«
10. »Drevo«
11. »Silba«
12. »V nasmehu nekega dneva«
13. »Pegam in Lambergar«
14. »Tihe so njive I«
15. »Tihe so njive II«
16. »Tihe so njive III«

## Zasedba
- Tomaž Pengov – akustična kitara, vokal